# Julius Spielmann (Politiker)

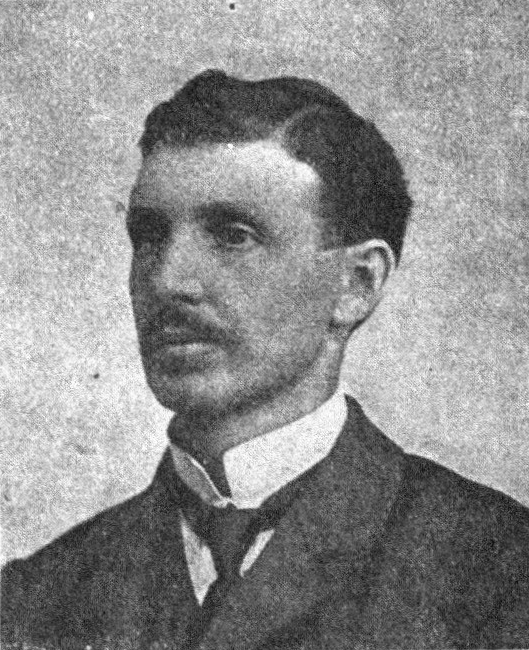
Julius Spielmann, Reichsratswahl 1907

Julius Spielmann (* 5. März 1872 in Fünfhaus, Niederösterreich (heute Teil Wiens); † 13. Jänner 1925 in Innsbruck) war österreichischer Politiker (SDAP) und Redakteur. Er war Gemeinderat in Linz und Abgeordneter des Österreichischen Abgeordnetenhauses.

## Leben
Spielmann besuchte die Volks- und Bürgerschule in Wien und absolvierte danach ebendort eine Buchdruckerlehre. Er arbeitete ab 1892 als Schriftsetzer bei der Druckerei Wimmer in Linz und kurzfristig in Bad Ischl und wurde 1897 Redakteur der sozialdemokratischen Parteizeitung Wahrheit!. Zudem war er seit der Gründung der Parteidruckerei Gutenberg deren Gesellschafter. Spielmann übersiedelte 1911 als Redakteur zur Volks-Zeitung nach Innsbruck und arbeitete etwa ab 1915 als Sekretär der Bezirkskrankenkasse Innsbruck. 1920 wurde er Verwaltungsbeamter der Tageszeitung Alpenland, bevor er als Korrektor zur Druckerei Wagner wechselte und ab 1923 wieder Redakteur der Volks-Zeitung war.
Politisch war Spielmann zwischen 1905 und 1911 als Gemeinderat aktiv, zudem kandidierte er bei der Reichsratswahl 1907 im Wahlbezirk Österreich ob der Enns 1 (Linz), wo er sich in der Stichwahl mit 53,3 % gegen den Kandidaten der Deutschen Volkspartei mit Unterstützung der Christlichsozialen durchsetzen konnte. Er gehörte in der Folge während der XI. Legislaturperiode zwischen dem 17. Juni 1907 und dem 30. März 1911 dem Reichsrat an. Bei der Reichsratswahl 1911 trat Spielmann auf Grund eines parteiinternen Konflikts nicht mehr an. Nach 1918 war er jedoch Mitglied des Innsbrucker Gemeinderates.
Spielmann wurde als Sohn des Kassiers der Israelitischen Kultusgemeinde Jakob Spielmann geboren. Er war ursprünglich jüdischen Glaubens, wohl nach 1900 konfessionslos und trat später zum römisch-katholischen Glauben über. Er heiratete 1896 Josefine Scheuchl und wurde Vater von zwei Söhnen und einer Tochter.